# Manitoba Hockey Association

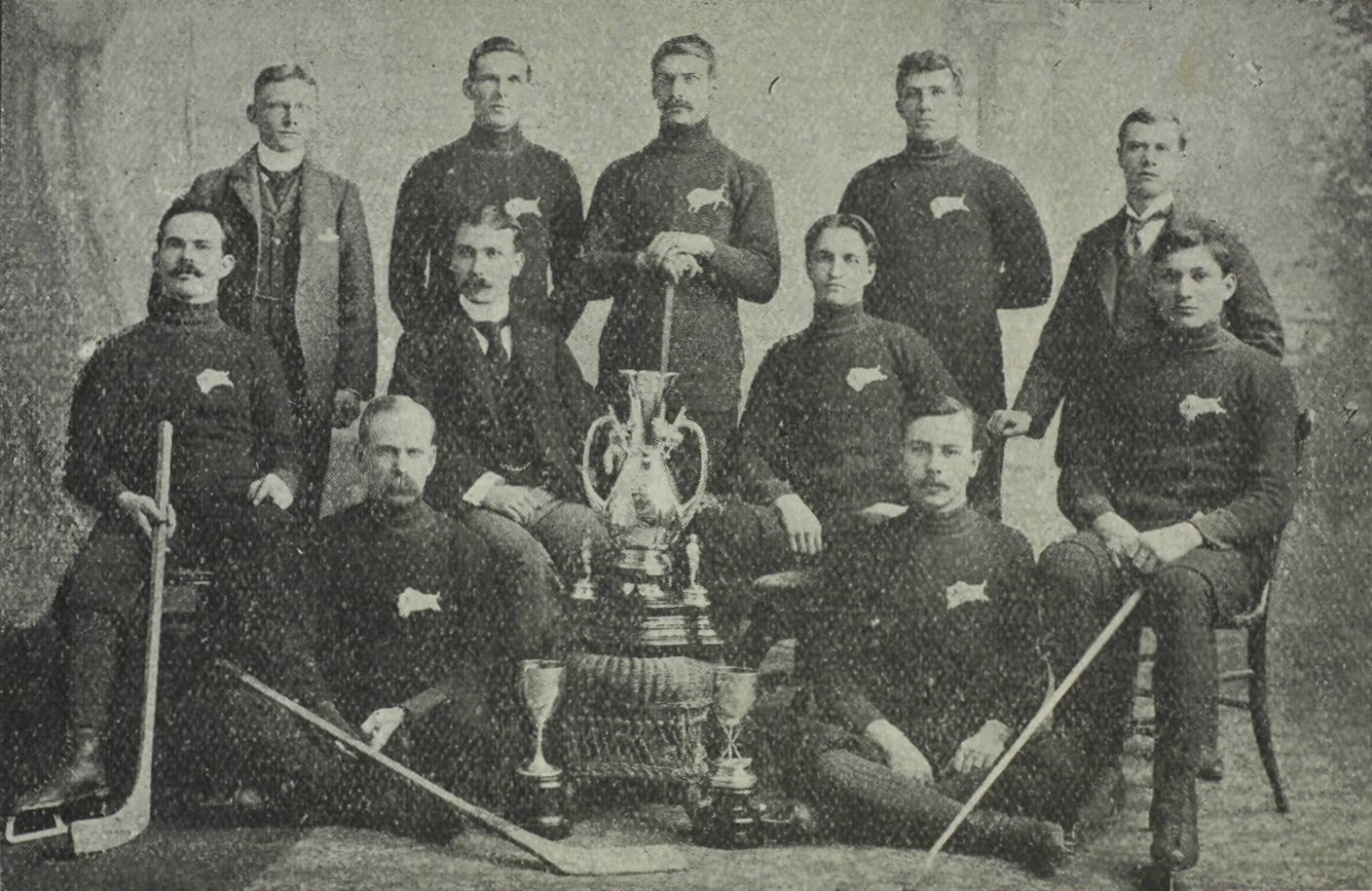
Winnipeg Victorias 1899.

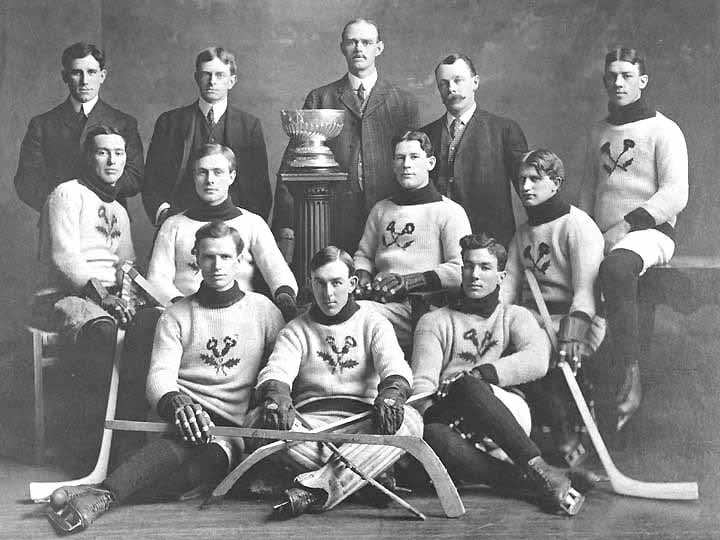
Kenora Thistles med Stanley Cup 1907. Översta raden: Russell Phillips, J. F. McGillvary, James Link och Fred Hudson. Mellanraden: Roxy Beaudro, Tom Hooper, Tommy Phillips, Billy McGimsie och Joe Hall. Främre raden: Si Griffis, Eddie Giroux och Art Ross.

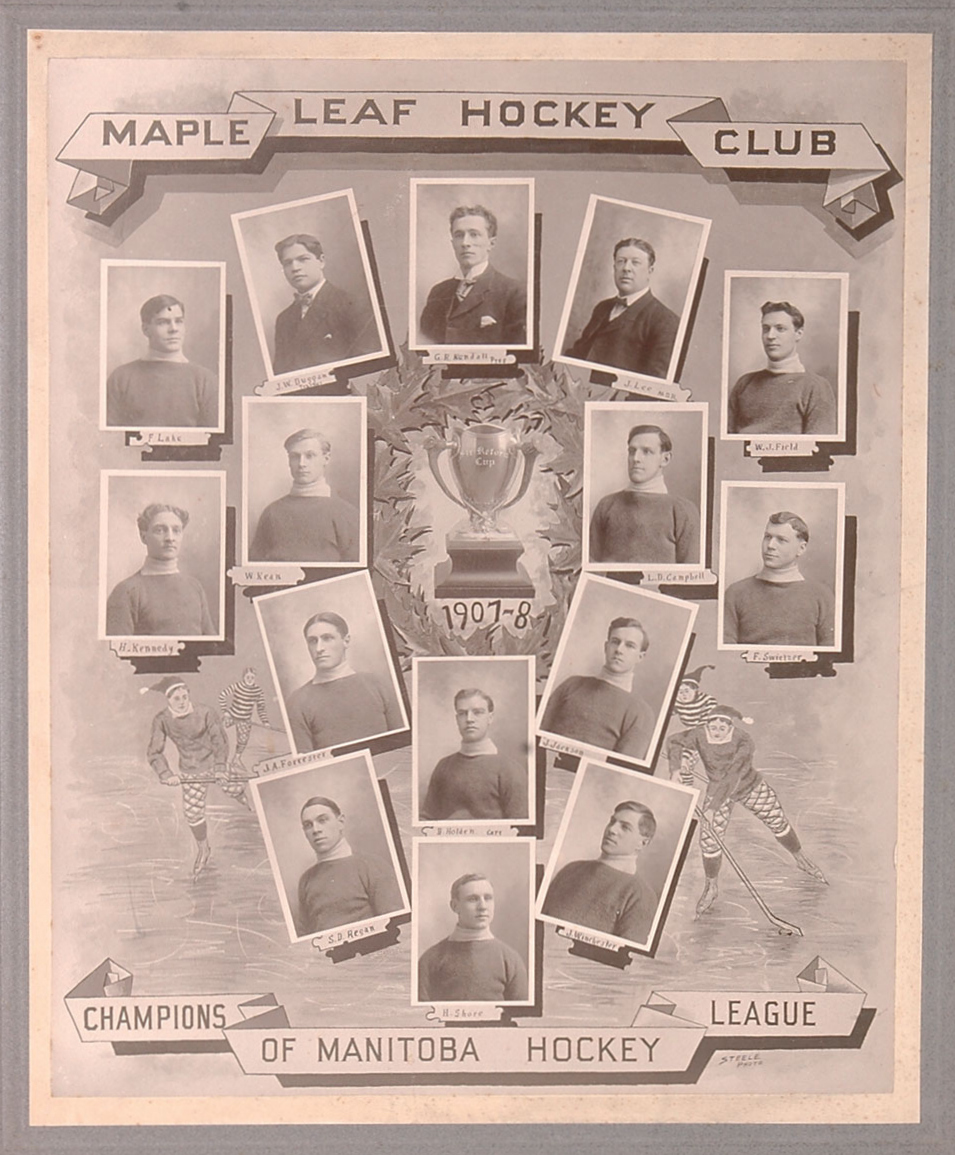
Winnipeg Maple Leafs säsongen 1907–08. Övre raden, från vänster: Fred Lake, James W. Duggan, G. R. Kendall, Jack Lee, W. J. Field. Andra raden ovanifrån, från vänster: Harry Kennedy, William Kean, Lorne Campbell, Frank Swietzer. Tredje raden ovanifrån, från vänster: J. A. "Grindy" Forrester, Barney Holden, J. Jackson. Nedre raden, från vänster: Stephen Darcy Regan, Hamby Shore, Jack Winchester.

Manitoba Hockey Association var en kanadensisk ishockeyliga verksam åren 1896–1923, främst på amatörnivå men även professionellt åren 1906–1909 under namnet Manitoba Professional Hockey League. Åren 1908–1923 gick ligan under namnet Manitoba Hockey League.

## Historia
Manitoba Hockey Association bildades 1892 med tre deltagande lag i Winnipeg Victorias, Winnipeg Hockey Club och Fort Osborne Rifles. Winnipeg Victorias och Winnipeg HC var de enda två lagen som deltog i ligan under dess samtliga tio första år och Victorias vann ligan under alla dessa år. 1896 och 1901 lade Victorias även beslag på utmanarpokalen Stanley Cup sedan laget vunnit mot Montreal Victorias från AHAC respektive Montreal Shamrocks från CAHL.
Ligan spelade som Manitoba Hockey Association fram till och med säsongen 1905–1906, de två sista säsongerna med fem deltagande lag sedan klubbar från Manitoba & Northwestern Hockey Association, MNWHA, annekterats. Från 1906 till 1909 var verksamheten professionell under namnet Manitoba Professional Hockey League. Säsongen 1906–07 vann Kenora Thistles från Kenora i nordvästra Ontario ligan och utmanade därefter Montreal Wanderers från ECAHA om Stanley Cup i januari 1907. Kenora Thistles vann utmanarserien med siffrorna 4-2 och 8-6 efter bland annat sju mål av lagets vänsterforward Tommy Phillips. 1908 års mästarlag Winnipeg Maple Leafs var det sista laget från ligan att spela om Stanley Cup i mars 1908, men laget förlorade mot Montreal Wanderers med siffrorna 5-11 och 3-9, och efter säsongen 1908–1909 lades MPHL ner.
Säsongen 1908–1909 hade Manitoba Hockey League startat upp som amatörliga parallellt med MPHL:s sista säsong och lagen i MHL spelade istället om amatörmästerskapet Allan Cup. Säsongerna 1913–1914 och 1916–1917 gick ligan under namnet Winnipeg Amateur Hockey League, WAHL, och säsongen 1917–1918 under namnet Manitoba Military Hockey League, MMHL, på grund av spelarnas delaktighet under Första världskriget. Säsongen 1917–1918 gavs lagen även namn efter slag under Första världskriget i Ypern, Somme och Vimy.
Det isländsk-kanadensiska laget Winnipeg Falcons, anförda av sin stjärncenter Frank Fredrickson, vann MHL 1920 och därefter även Allan Cup. Som kanadensiska amatörmästare fick laget sedan representera det kanadensiska landslaget under 1920 års Olympiska spel i Antwerpen där laget spelade hem guldmedaljerna. MHL spelade fram till och med säsongen 1922–1923.

### Spelare
Bland de spelare som representerade klubbar i MHA, MPHL och MHL fanns berömdheter som Dan Bain, Frank Fredrickson‚ Dick Irvin‚ Joe Hall, "Bullet Joe" Simpson, Jack Ruttan, Frederick "Cyclone" Taylor, Art Ross, Jack Marshall, Tommy Dunderdale, Fred Whitcroft, Tommy Phillips, Tom Hooper, Billy McGimsie och Si Griffis, vilka alla är invalda i Hockey Hall of Fame.

## Säsonger

### Manitoba Hockey Association
| Säsong    | Lag | Mästare              |
| --------- | --- | -------------------- |
| 1892–93   | Winnipeg Dragoons, Winnipeg Hockey Club, Winnipeg Victorias                                                     | Winnipeg Victorias   |
| 1893–94   | Winnipeg Dragoons, Winnipeg HC, Winnipeg Victorias                                                              | Winnipeg Victorias   |
| 1894–95   | Winnipeg HC, Winnipeg Victorias                                                                                 | Winnipeg Victorias   |
| 1895–96   | Winnipeg HC, Winnipeg Victorias                                                                                 | Winnipeg Victorias†  |
| 1896–97   | Winnipeg HC, Winnipeg Victorias                                                                                 | Winnipeg Victorias   |
| 1897–98   | Winnipeg HC, Winnipeg Victorias                                                                                 | Winnipeg Victorias   |
| 1898–99   | Winnipeg HC, Winnipeg Victorias                                                                                 | Winnipeg Victorias   |
| 1899–1900 | Winnipeg HC, Winnipeg Victorias                                                                                 | Winnipeg Victorias   |
| 1900–01   | Winnipeg HC, Winnipeg Victorias                                                                                 | Winnipeg Victorias†  |
| 1901–02   | Winnipeg HC, Winnipeg Victorias                                                                                 | Winnipeg Victorias   |
| 1902–03   | Winnipeg Rowing Club, Winnipeg Victorias                                                                        | Winnipeg Rowing Club |
| 1903–04   | Winnipeg Rowing Club, Winnipeg Victorias                                                                        | Winnipeg Rowing Club |
| 1904–05   | Brandon Wheat Cities, Portage la Prairie Cities, Rat Portage Thistles, Winnipeg Rowing Club, Winnipeg Victorias | Rat Portage Thistles |
| 1905–06   | Brandon Wheat Cities, Kenora Thistles, Portage la Prairie Cities, Winnipeg Winnipegs, Winnipeg Victorias        | Kenora Thistles      |

† Stanley Cup-vinnare.

### Manitoba Professional Hockey League
| Säsong  | Lag | Mästare              |
| ------- | --- | -------------------- |
| 1906–07 | Brandon Wheat Cities, Kenora Thistles, Portage la Prairie Cities, Winnipeg Strathconas                         | Kenora Thistles‡     |
| 1907–08 | Brandon Wheat Cities†, Kenora Thistles†, Portage la Prairie Cities, Winnipeg Maple Leafs, Winnipeg Strathconas | Winnipeg Maple Leafs |
| 1908–09 | Winnipeg HC, Winnipeg Maple Leafs, Winnipeg Shamrocks                                                          | Winnipeg Shamrocks   |

‡ Stanley Cup-mästare.

† Brandon och Kenora spelade endast en match säsongen 1907–08.

### Manitoba Hockey League
WAHL = Winnipeg Amateur Hockey League, MMHL = Manitoba Military Hockey League

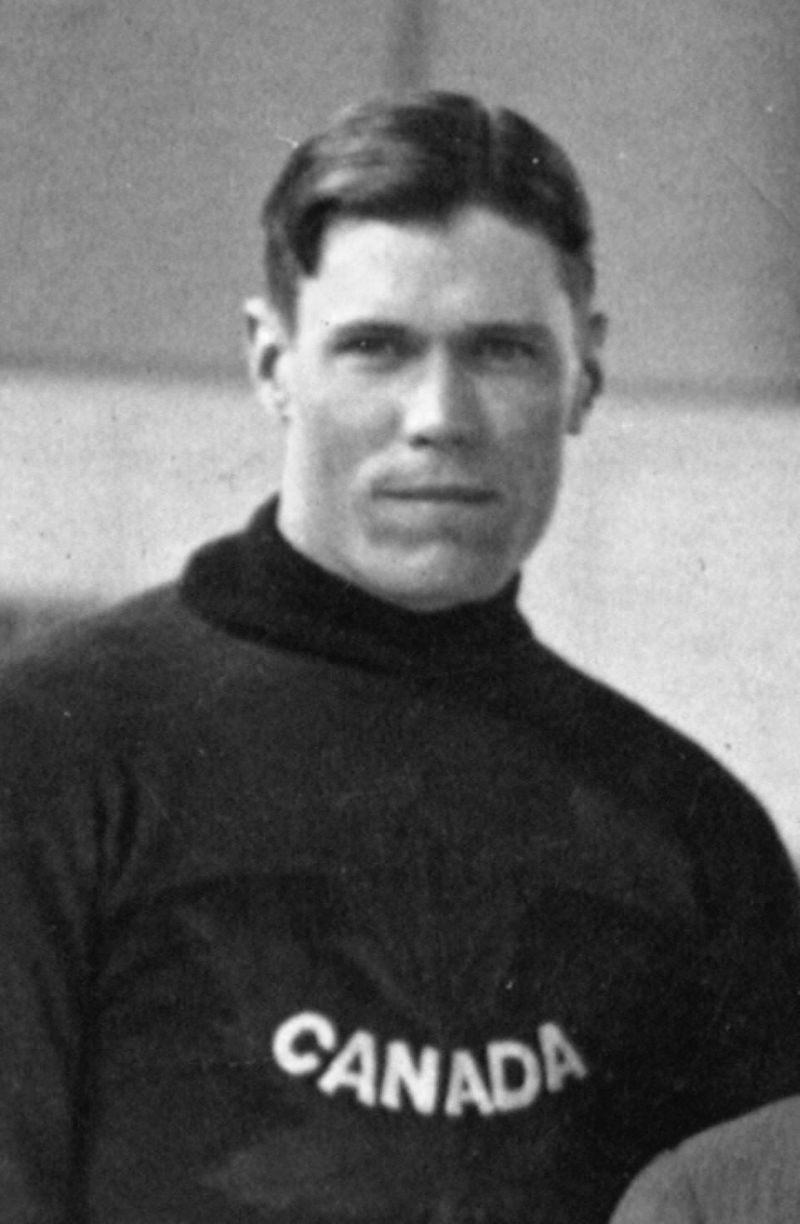
Frank Fredrickson och hans Winnipeg Falcons representerade Kanada under 1920 års Olympiska spel i Antwerpen.

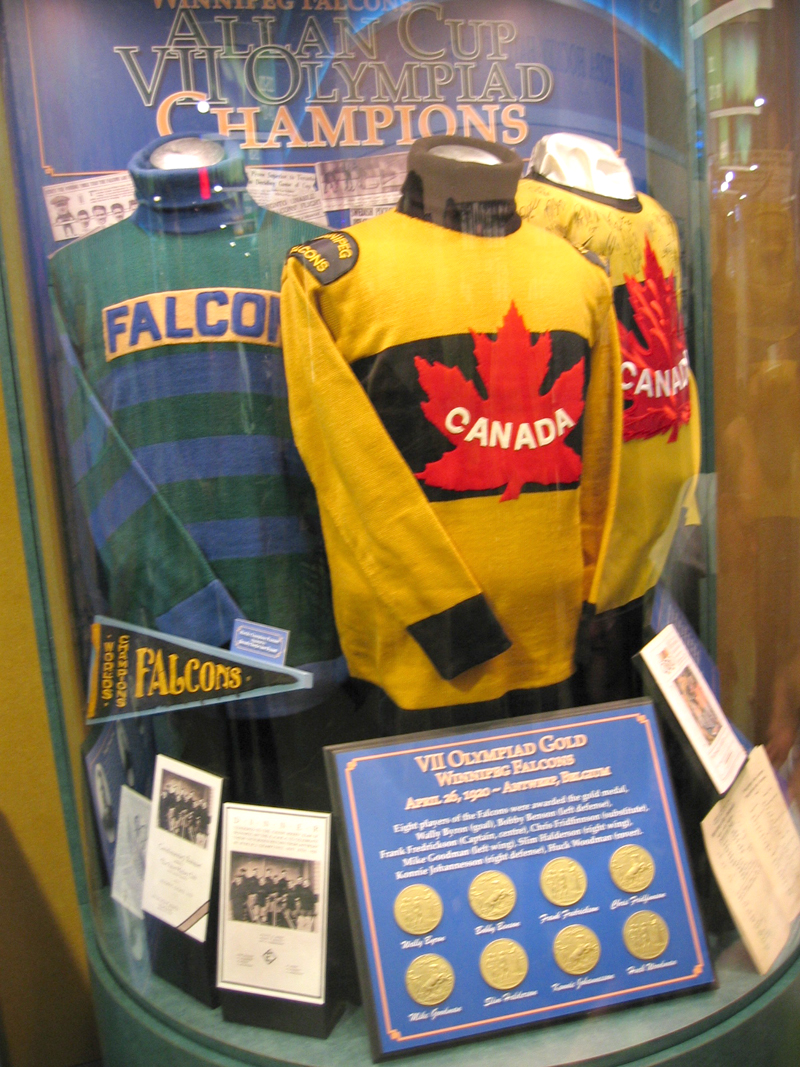
Winnipeg Falcons-föremål i en monter i MTS Centre.

| Säsong            | Lag | Mästare                  |
| ----------------- | --- | ------------------------ |
| 1908–09           | Winnipeg Capitals, Winnipeg Varsity, Winnipeg Victorias                                                            | Winnipeg Victorias       |
| 1909–10           | Winnipeg Capitals, Winnipeg Varsity, Winnipeg Victorias                                                            | Winnipeg Varsity         |
| 1910–11           | Winnipeg Monarchs, Winnipeg Varsity, Winnipeg Victorias                                                            | Winnipeg Victorias‡      |
| 1911–12           | Winnipeg Monarchs, Winnipeg Varsity, Winnipeg Victorias                                                            | Winnipeg Victorias‡      |
| 1912–13           | Winnipeg HC, Winnipeg Varsity, Winnipeg Victorias                                                                  | Winnipeg HC‡             |
| 1913–14, WAHL     | Winnipeg Monarchs, Winnipeg Victorias, Winnipeg HC                                                                 | Winnipeg Monarchs        |
| 1914–15           | Winnipeg Monarchs, Winnipeg Varsity, Winnipeg Victorias                                                            | Winnipeg Monarchs‡       |
| 1915–16, A        | Winnipeg 61st Battalion, Winnipeg Monarchs, Winnipeg Soldiers                                                      | Winnipeg 61st Battalion‡ |
| 1915–16, B        | Winnipeg Falcons, Winnipeg HC, Winnipeg Victorias                                                                  | –                        |
| 1916–17, WAHL     | Winnipeg Victorias, Winnipeg 223rd Battalion, Winnipeg Monarchs                                                    | Winnipeg Victorias       |
| 1917–18, MMHL     | Winnipeg Ypres, Winnipeg Vimy, Winnipeg Somme                                                                      | Winnipeg Ypres           |
| 1918–19           | Brandon Wheat Cities, Selkirk Fishermen, Winnipeg Argonauts, Winnipeg Monarchs                                     | Selkirk Fishermen        |
| 1919–20, Manitoba | Brandon Wheat Cities, Selkirk Fishermen, Winnipeg Falcons                                                          | Winnipeg Falcons‡ †      |
| 1919–20, Winnipeg | Winnipeg HC, Winnipeg Monarchs, Winnipeg Victorias                                                                 | Winnipeg HC              |
| 1920–21           | Brandon Wheat Cities, Winnipeg Falcons, Winnipeg HC                                                                | Brandon Wheat Cities     |
| 1921–22, Manitoba | Brandon Wheat Cities, Selkirk Fishermen, Winnipeg Falcons, Winnipeg HC                                             | Brandon Wheat Cities     |
| 1921–22, Winnipeg | Winnipeg Monarchs, Winnipeg Tigers, Winnipeg Varsity, Winnipeg Victorias                                           | Winnipeg Victorias       |
| 1922–23           | Brandon Wheat Cities, Fort William Beavers, Port Arthur Bearcats, Selkirk Fishermen, Winnipeg Falcons, Winnipeg HC | Brandon Wheat Cities     |

‡ Allan Cup-mästare.
† Olympiska mästare.